# Kailahun
Kailahun – miasto we wschodnim Sierra Leone przy granicy z Gwineą, ośrodek administracyjny dystryktu Kailahun w Prowincji Wschodniej. Oddalone jest o 293 km na północny wschód od stolicy Freetown. 

## Ludność
Dominującą grupą etniczną w mieście są Kissi, żyje tu też napływowa ludność Mende. Miasto rozrasta się bardzo powoli. Prowadzone dotychczas spisy ludności wykazały następującą wielkość miasta:
| Rok  | Liczba ludności | Uwagi           |
| ---- | --------------- | --------------- |
| 1963 | 5 419           | oficjalny spis  |
| 1974 | 7 184           | oficjalny spis  |
| 1985 | 9 054           | oficjalny spis  |
| 2004 | 13 108          | oficjalny spis  |
| 2007 | ok. 14 500      | dane szacunkowe |

## Gospodarka
Kailahun jest regionalnym ośrodkiem handlu bydłem, kakao i kawą.